# Гойхельгайм-Клінген
Гойхельгайм-Клінген (нім. Heuchelheim-Klingen) — громада в Німеччині, розташована в землі Рейнланд-Пфальц. Входить до складу району Південний Вайнштрассе. Складова частина об'єднання громад Ландау-Ланд.
Площа — 7,38 км2. Населення становить 833 ос. (станом на 31 грудня 2020).

## Галерея

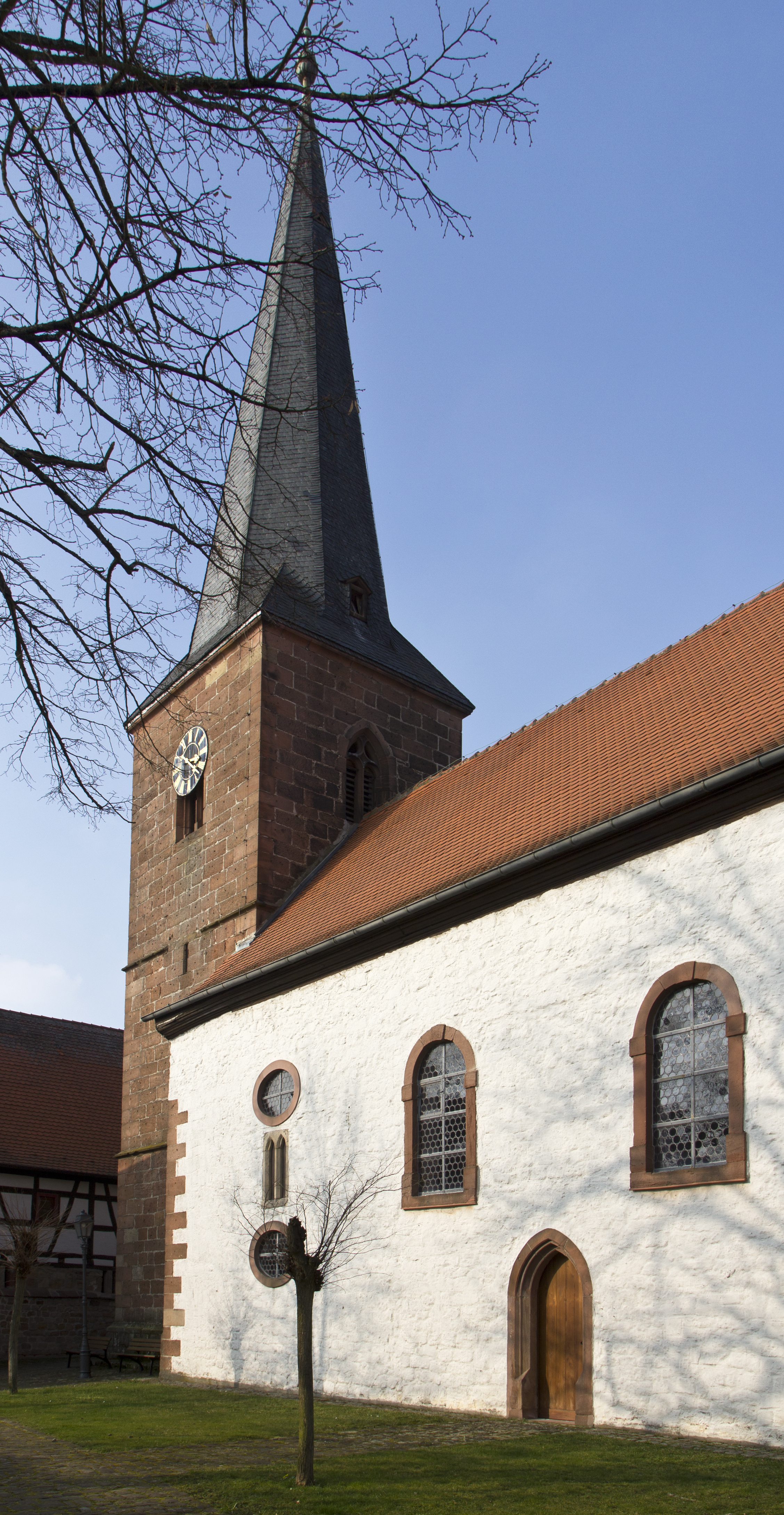
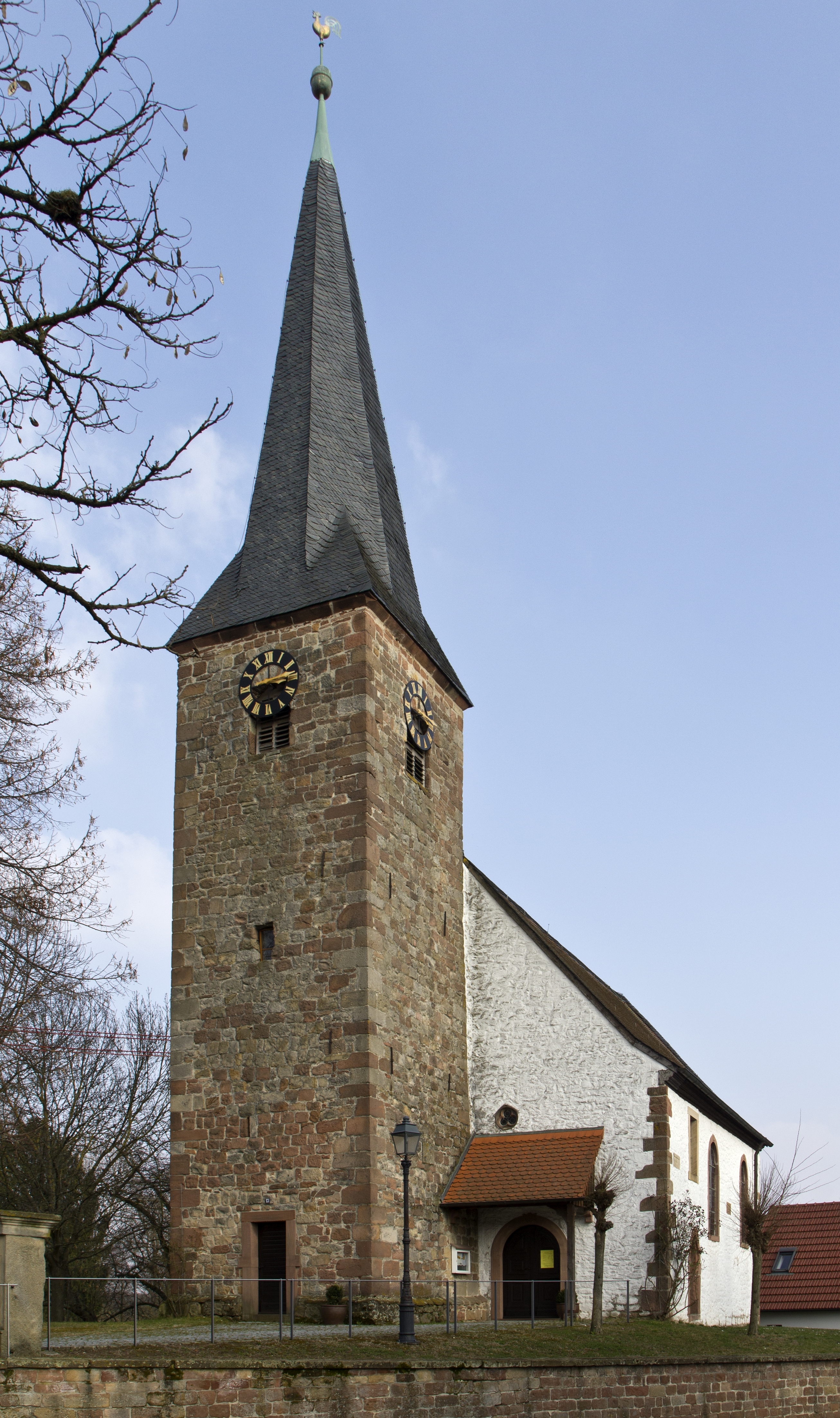